# Středoasijský pastevecký pes

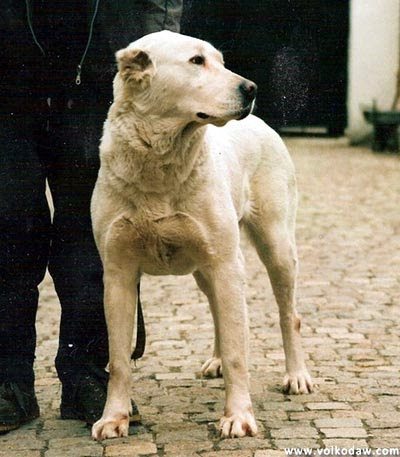
Nádherná, typická fena turkmenského alabaje..

Středoasijský pastevecký pes (anglicky: Central Asian Shepherd, rusky: среднеазиатская овчарка, zkratka SAO), v asijských zemích také nazývaný alabaj, je molossoidní pracovní psí plemeno původem z Turkmenistánu (tzv. Turkmenský alabaj) a dalších států střední Asie. Středoasijský pastevecký pes má kvůli velkému území, na němž je chován, mnoho typů, které se od sebe liší exteriérem (stavbou těla, hlavy, mohutností).
Pro svůj silně vyvinutý teritoriální pud se využíval a dosud využívá k hlídání stád a vesnic proti predátorům, jako jsou vlci, lišky, medvědi. Nejrozšířenější je toto plemeno v zemích bývalého Sovětského svazu, státech střední Asie a jim přilehlých oblastech, kde je spojeno dlouholetou tradicí se způsobem obživy a uplatněním ve strážní službě. S postupným zánikem kočovného pasteveckého způsobu života tamních obyvatel se začaly počty těchto psů rapidně snižovat. Přičiněním ruských chovatelů, kteří se ujali chovu, zůstalo plemeno zachováno. Oficiálně bylo uznáno FCI roku 1989.

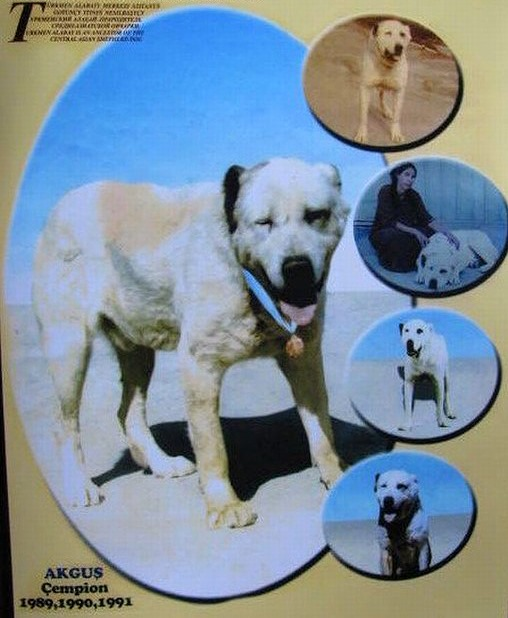
Akguš, typický představitel plemene

## Charakteristika plemene
Temperament: smělý, přizpůsobivý, zvědavý, silný, nezávislý, chladný
Středoasijští pastevečtí psi jsou velcí psi, robustní stavby těla, silní, odvážní, nedůvěřiví vůči cizím, snadno přizpůsobiví různým klimatickým podmínkám. To umožňuje široké využití plemene v nejrůznějších oblastech. Středoasiati snesou i drsnější povětrnostní podmínky, jelikož jsou od přírody vybaveni kožichem obdařeným velmi hustými a dlouhými pesíky. Dobře snášejí náročné podmínky i situace, kdy musejí vydržet bez dostatku potravy a vody. V některých oblastech fungují dokonce při teplotách pod -40 °C. Milují sníh. Jinak je tomu v tuzemských podmínkách, kde se s dlouhodobě nízkými teplotami a vytrvale zasněženými oblastmi nesetkají.
Uši a ocas se v zemích původu krátce kupírují, aby útočící šelmy neměly možnost psa uchopením za uši či ocas znehybnit a zabít.

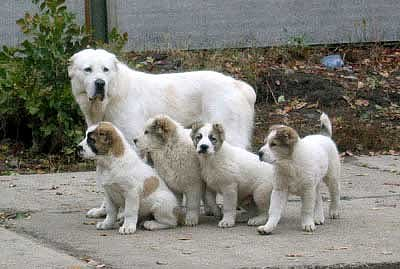
Kulturní SAO, fena se štěňaty. Mnoho psů v Evropě se vzdálilo od původního typu plemene.

## Vlastnosti
Tito psi potřebují ke svému životu prostor, aby se uplatnilo jejich vrozené sebevědomí a pud chránit svěřený majetek. Nejlépe se cítí tam, kde mají k dispozici velký pozemek. Rozhodně se nehodí pro držení v kotci. Nemají rádi uzavřené malé prostory a spíše než klasickou boudu uvítají přístřešek, který je ochrání před prudkým deštěm, mokrým sněhem a průvanem. Pokud tuto možnost pes nemá, vyhrabe si v zemi pelech sám nebo se schová pod keř. Má rád vyvýšené plochy, ze kterých pozoruje okolí. Pokud se na jednom pozemku nachází psů víc, rozdělí si teritorium na menší úseky a každý hlídá svou část.
Pro středoasijského pasteveckého psa je důležitá řádná socializace, obdobně jako u jeho blízkých příbuzných kavkazského pasteveckého psa a moskevského strážního psa. Primárně je samostatný hlídač a obranář. Hlídá neustále a veškerý čas, i během spánku, podřizuje této prioritě. Pokud začne chránit, příkazy psovoda jsou pro něj druhořadé. V situacích, které vyhodnotí jako krizové, kdy je jeho rodina či majetek v nebezpečí, jedná zcela podle vlastního uvážení. Proto je důležité nenechávat psa o samotě s cizími návštěvami, neboť by je mohl vyhodnotit jako vetřelce a napadnout je. Přechod z klidové fáze do útoku bývá velmi rychlý. Pokud pes cítí vážné ohrožení svých blízkých, je připraven protivníka i zabít.
„Již štěně středoasijce instinktivně ví, že jeho povinností je obrana nejenom pána, nýbrž každého člověka, který je v nouzi a potřebuje pomoci. Tento příkaz má také zakódován hluboko v genech, a tak není třeba psa na obranu cvičit. Jediný rozdíl mezi obranou provedenou mladým a dospělým psem je ten, že dospělý pes útočí bez hlesu jako střelná zbraň opatřená tlumičem. Proč? Nesmí při obraně stáda vyplašit ovce, které by se mohly v panice ušlapat, spadnout do strže či si jinak ublížit. Středoasijec je při dávení nepřítele diskrétnost sama. Stejně postupuje i při obraně člověka. Tichý útok psa je daleko děsivější, než kdyby při něm vrčel, kňučel nebo štěkal,“ (Irena Sehnerová: Asijští démoni: co o nich ještě nevíte).
Středoasiat bedlivě sleduje pohyb na svěřeném hlídacím úseku a ze svého místa startuje až po důkladném zvážení, s velkou razancí a se silným hlasovým doprovodem, čímž odrazuje možné narušitele. Zasahuje zpravidla až v situaci, kterou, podle jeho vyhodnocení, není schopen chráněný subjekt sám zvládnout. Při výcviku zadržení na cvičný rukáv přirozeně zpravidla nereaguje, ale pokud jde o zadržení figuranta s možností kousání do celého těla, bývá dost aktivní.

## Specifika
Středoasiati se nehodí pro klasický služební výcvik, jako je stopování a prvky vyšší poslušnosti. Nesnášejí jakoukoli drezuru a ačkoli chápou velmi dobře, co je po nich vyžadováno, nepovažují často cviky za smysluplné, a odmítají je proto vykonat. Zejména v mladém věku je obvyklé, že po povelu psovoda následuje prodleva, ve které pes přemýšlí, zda uposlechne. Tato svéhlavost vychází z historické podstaty plemene: pastevečtí psi byli v horách při ochraně stáda odkázáni pouze sami na sebe, museli se rozhodovat samostatně. Neznamená to však, že by pes byl zcela neovladatelný. Podmínkou je pevný, kladný vztah psa ke svému pánovi založený na (oboustranném) respektu a důvěře.
Výcvik není pes schopen ukončit na 100 %, oproti tomu k obraně ho není třeba nijak zvlášť cvičit. Je dobré nasměrovat psa tak, aby si upevnil návyk kdy a v jaké situaci má zasáhnout. Neméně důležité je, aby se jeho psovod naučil, jak se při obranném zásahu svého psa má chovat, protože jeho útočný projev je svou silovou stránkou zcela odlišný od běžných strážních a služebních psů. Obvykle není nutné psa k obraně pobízet, je na místě jeho snahu napadat domnělé nepřátele spíše tlumit a usměrňovat, aby nebyl vůči svému okolí příliš útočný. Zpravidla stačí klidný tón hlasu, z něhož pes pochopí, že má psovod situaci pod kontrolou.

## Výchova
Psa je vhodné vodit na dostatečně pevném vodítku a je třeba umět jej zvládnout fyzicky, ale především psychologicky. Nezbytná je důsledná a trpělivá výchova. Ke středoasijskému pasteveckému psu je nutné přistupovat laskavě, klidně a ohleduplně. Musí být jasně stanoveny hranice, které pes nesmí překročit. Křik a fyzické tresty jsou zcela nevhodné.
Při systematickém a vhodném vedení je Středoasijec oddaným společníkem a obranářem ochotným položit za svou lidskou smečku život. Pokud se jeho výchova podcení, zanedbá či zkazí, jedná zcela podle vlastního uvážení a může být svému okolí i nebezpečný. Nehodí se pro nezkušené začátečníky či nedůsledné a nevyrovnané majitele, kterým snadno přeroste přes hlavu.